# Municipi de Haparanda
Haparanda (en suec: Haparanda kommun; en finès: Haaparannan kunta) és un municipi del Comtat de Norrbotten, al nord de Suècia. El seu centre administratiu està situat a Haparanda.

## Localitats
Hi ha cinc localitats (o àrees urbanes) al Municipi de Haparanda:
| # | Localitat | Població |
| - | --------- | -------- |
| 1 | Haparanda | 4,778    |
| 2 | Marielund | 1,865    |
| 3 | Seskarö   | 498      |
| 4 | Nikkala   | 447      |
| 5 | Karungi   | 232      |

El centre administratiu és en negreta

## Agermanaments
El Municipi de Haparanda manté una relació d'agermanament amb les següents localitats:
- Hammerfest, Noruega
- Ikast, Dinamarca
- Kovdor, Rússia
- Širvintos, Lituània